# Amt für den Rechtsschutz des Vermögens der DDR
Das Amt für den Rechtsschutz des Vermögens der DDR (AfR) war ein Organ des Ministerrats der Deutschen Demokratischen Republik.

## Aufgaben
Das AfR wurde aufgrund eines Ministerratsbeschlusses vom 18. August 1966 gegründet. Es war für die Regelung offener Vermögensfragen zuständig. Zu seinen Aufgaben gehörten die Sicherung der Vermögensrechte der DDR außerhalb ihres Territoriums sowie die Kontrolle über das in der DDR befindliche und staatlich verwaltete Vermögen von Berechtigten aus der Bundesrepublik Deutschland einschließlich West-Berlin sowie aus anderen Staaten.
Vorgänger des Amtes war die Zentralstelle zum Schutze des Volkseigentums beim Ministerrat der DDR, die ab 1964 von Hermann Kleyer geleitet wurde.

## Leiter des Amtes
- Hermann Kleyer (SED, 1966–1982)
- Stephan Supranowitz (SED, 1982–1990)

Das AfR wurde vom damaligen Bundesamt zur Regelung offener Vermögensfragen (BARoV) (später: Bundesamt für zentrale Dienste und offene Vermögensfragen – BADV) abgewickelt, das auch das Archiv des AfR verwaltet.

## Rechtliche Regelungen
- Statut des Amtes für den Rechtsschutz des Vermögens der DDR – Beschluss des Ministerrates vom 31. Oktober 1974 (DDR-GBl. I Nr. 56 vom 21. November 1974).[2]
- Gesetz über die Entschädigung nach dem Gesetz zur Regelung offener Vermögensfragen und über staatliche Ausgleichsleistungen für Enteignungen auf besatzungsrechtlicher oder besatzungshoheitlicher Grundlage (Entschädigungs- und Ausgleichsleistungsgesetz – EALG): Art. 11: Kraftloserklärung von Reichsmark-Wertpapieren regelt Ansprüche auf die Herausgabe von Wertpapieren, die vom früheren AfR verwaltet wurden.